# Phyllogomphoides suasus
Phyllogomphoides suasus är en trollsländeart som först beskrevs av Selys 1859.  Phyllogomphoides suasus ingår i släktet Phyllogomphoides och familjen flodtrollsländor. Inga underarter finns listade i Catalogue of Life.